# IX Большого Пса
IX Большого Пса (лат. IX Canis Majoris), HD 45748 — двойная затменная переменная звезда типа Беты Лиры (EB:) в созвездии Большого Пса на расстоянии приблизительно 999 световых лет (около 306 парсеков) от Солнца. Видимая звёздная величина звезды — от +7,85m до +7,76m. Орбитальный период — около 10,743 суток.

## Характеристики
Первый компонент — белая звезда спектрального класса A0IV/V.